# Ben Sharpsteen
Benjamin Sharpsteen, detto Ben (Tacoma, 4 novembre 1895 – Calistoga, 20 dicembre 1980), è stato un regista e produttore cinematografico statunitense.

## Biografia
Nella sua carriera ha collaborato con Hamilton Luske e Walt Disney. Nel 1959 ha vinto due Premi Oscar, per il miglior documentario (Artico selvaggio) e il miglior cortometraggio documentario (Ama Girls).

## Riconoscimenti

### Premio Oscar
- 1958 – Candidatura al miglior cortometraggio per Portugal
- 1959 – Oscar al miglior documentario per Artico selvaggio
- 1959 – Oscar al miglior cortometraggio documentario per Ama Girls